# Vamos a la playa
«Vamos a la playa» es una canción de euro dance de la cantante de europop francesa Miranda. Fue lanzada como el primer sencillo de Fiesta, su primer álbum de studio después de casi tres semanas de haberse lanzado el sencillo estuvo en la lista de singles holandeses , el número 4 en la lista de singles italianos y el número 8 en la lista de baile RPM en Canadá. La voz fue interpretada por La Velle
La versión de Miranda también es famosa por ser utilizada como tema principal de la ronda final en el programa de juegos italiano Passaparola.
Y 11 años después la cantante neerlandesa Loona hizo un cover de está canción y logró alcanzar varias listas.

## Lista de canciones
| CD-sencillo |                                              |          |  |
| N.º         | Título                                       | Duración |  |
| 1.          | «Vamos A La Playa» (Video Edit)              | 03:13    |  |
| 2.          | «Vamos A La Playa» (Ibiza Club Mix)          | 05:08    |  |
| 3.          | «Vamos A La Playa» (London Club Mix)         | 04:40    |  |
| 4.          | «Vamos A La Playa» (Mosso Bandidos Extended) | 05:25    |  |
| 5.          | «Vamos A La Playa» (Mosso Bandidos Edit)     | 03:33    |  |
| 6.          | «Vamos A La Playa» (Subside Latino Remix)    | 05:37    |  |
| 7.          | «Vamos A La Playa» (Subside Euro Remix)      | 05:34    |  |